# オフィスコム
オフィスコム株式会社は、東京都千代田区に本社を置く、インターネットにおける家具・オフィス関連機器の通信販売及びオフィスのトータルコンサルティングを行う会社である。一般社団法人日本オフィス家具協会に正会員として加盟している。

## 概要
主にベンチャー企業との取引が多い。2万円以下の机などの家具を販売し、オフィス向け通信設備や内装の工事も手掛ける。

## ショールーム・支店・営業所
- 秋葉原店
  - 〒101-0041 東京都千代田区神田須田町1-12
- 新宿店
  - 〒163-0702 東京都新宿区西新宿2-7-1
- 横浜店
  - 〒221-0052 神奈川県横浜市神奈川区栄町5-1 横浜クリエーションスクエア14F STAYUP横浜内
- 天満橋店
  - 〒540-0008 大阪府大阪市中央区大手前1-7-31
- 名古屋店
  - 〒450-0002 愛知県名古屋市中村区名駅5-23-17
- 福岡店
  - 〒812-0044 福岡県福岡市博多区千代2-21-13
- 仙台店
  - 〒980−0014 宮城県仙台市青葉区本町1−6−23
- 札幌営業所
  - 〒060-0001 北海道札幌市中央区北1条西3-3
- 神戸営業所
  - 〒650-0033 兵庫県神戸市中央区江戸町104

## 沿革
- 2007年3月 - 資本金300万円　東京都江戸川区にて創業。
- 2008年6月 - 東京都中央区日本橋人形町に本社移転。
- 2009年4月 - 東京都中央区東日本橋に本社移転。オフィスコム東日本橋店開店。
- 2010年5月 - 資本金1000万円に増資。
- 2010年5月 - 室木剛 取締役に就任。
- 2011年1月 - 東京都千代田区神田須田町に本社移転。オフィスコム秋葉原店開店。
- 2011年2月 - ネットショップ大賞受賞。
- 2011年12月 - 資本金2000万円に増資。
- 2012年9月 - 資本金4000万円に増資。
- 2013年1月 - 東京都千代田区内神田に本社移転。
- 2013年2月 - 楽天ＥＸＰＯ賞受賞。
- 2013年4月 - 那波伸晃 取締役に就任。
- 2013年9月 - 資本金6000万円に増資。
- 2013年12月 - 関東物流センター始動。
- 2014年6月 - 大阪府大阪市中央区大手前に大阪本社開店・オフィスコム天満橋店開店。
- 2014年10月 - 関西物流センター始動。
- 2015年8月 - 東京都千代田区神田小川町に本社移転。
- 2016年1月 - 名古屋支店開店。
- 2016年1月 - プラス の子会社となる。
- 2016年6月 - 名古屋市名駅にオフィスコム名古屋店開店。
- 2016年12月 - 東京都新宿区西新宿にオフィスコム新宿店開店。
- 2017年1月 - 室木剛 代表取締役社長に就任、三谷弘之 取締役副社長に就任。
- 2017年2月 - 北海道札幌市中央区に札幌支店を設置。
- 2017年5月 - 福岡県福岡市博多区にオフィスコム博多店開店。
- 2017年10月 - 宮城県仙台市青葉区に仙台支店を設置。
- 2018年3月 - 北尾 知道　代表取締役会長に就任。
- 2018年6月 - 東京都千代田区九段北に本社移転。
- 2018年12月 - 兵庫県神戸市中央区に神戸営業所を設置。
- 2019年3月 - 宮城県仙台市青葉区にオフィスコム仙台店開店。
- 2019年6月 - 神奈川県横浜市神奈川区にオフィスコム横浜店開店。

## 主な事業内容
- オフィス家具用品の製造・販売
- 文具、事務用品、OA関連商品、事務機器の販売
- オフィス環境のデザイン・施工・内装工事
- オフィス移転に関するトータルコーディネート